# Heteropoda aureola
Heteropoda aureola är en spindelart som beskrevs av He och Hu 2000. Heteropoda aureola ingår i släktet Heteropoda och familjen jättekrabbspindlar. Inga underarter finns listade i Catalogue of Life.